# TBL (철도 신호)
TBL (Transmission balise-locomotive, 열차 지상자 신호)은 벨기에에서 사용되는 차상 신호 시스템이다. 발리스 및 궤도 회로를 통해서 연속 신호가 전송된다..

## 종류

### TBL1

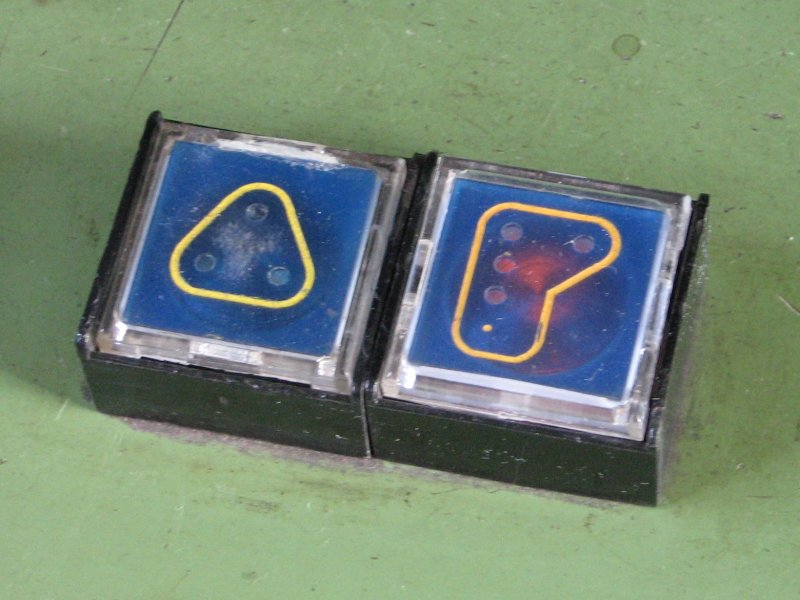
TBL 1 제어 단추:
고속(오른쪽, 점등), 저속(왼쪽)

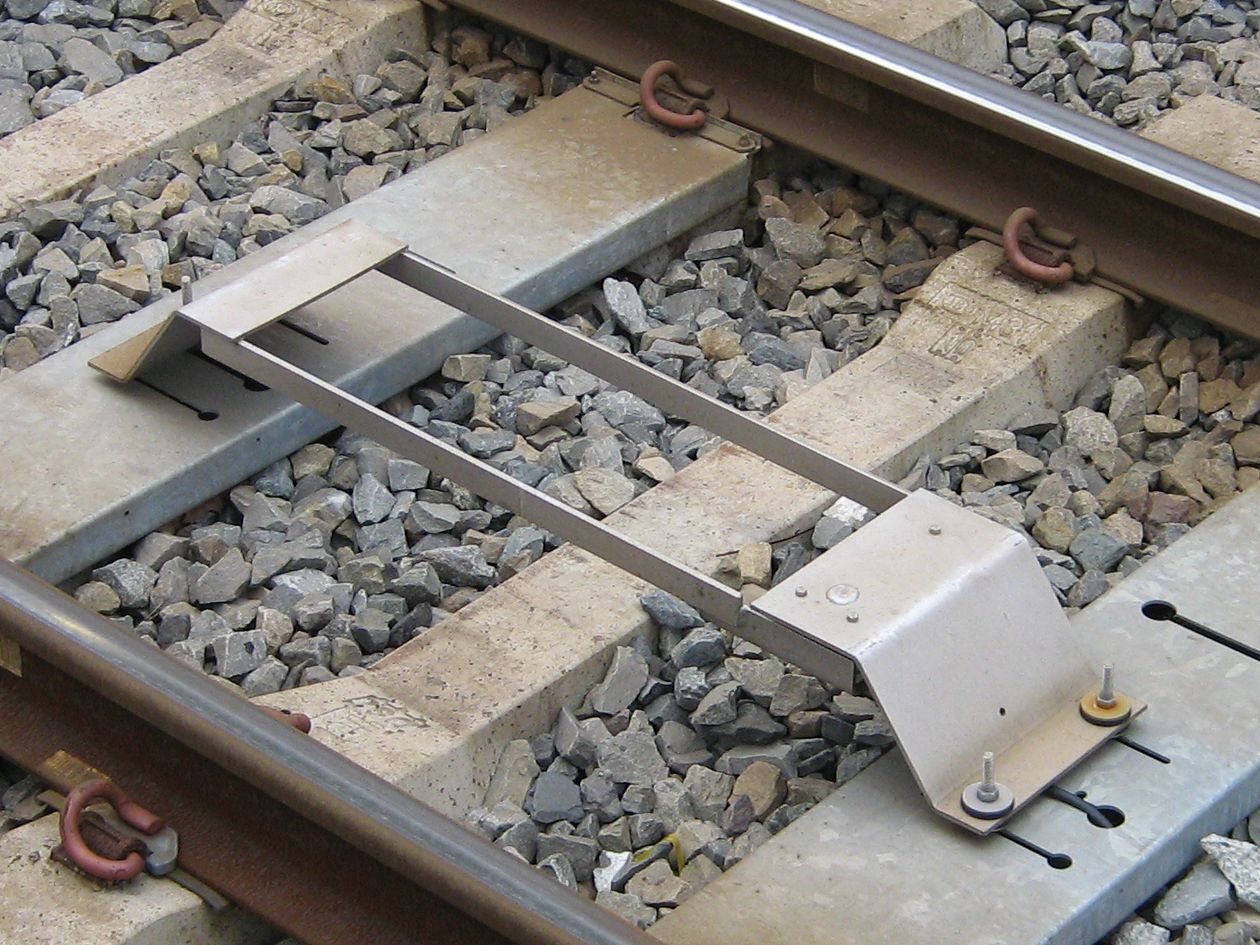
TBL 1 지상자

벨기에 철도 네트워크의 13%에 설치되어 있는 점조사 방식 신호이다. Crocodile 신호기에서 나오는 정보도 사용한다.

### TBL1+
ETCS 신호로 완전히 이동하기 위한 준비 단계이다. 전송되는 신호 종류 및 해석 방법은 TBL1과 같지만 유로발리스를 통해서 신호를 전송한다. 정지 신호가 체결되었을 때 자동 정지 기능과 40km/h 이하에서의 속도 미세조정 기능이 추가되었다. TBL1 제어 단추는 시속 40km 이상/이하 단추로 바뀌었다. 차량에는 발리스 전송 모듈만 추가되며, 나머지 신호 장비는 바뀌지 않는다. ETCS 신호 중 개별 국가용으로 할당된 부분을 사용하므로, ETCS와 같은 유로발리스를 사용할 수 있다.

### TBL 2/3

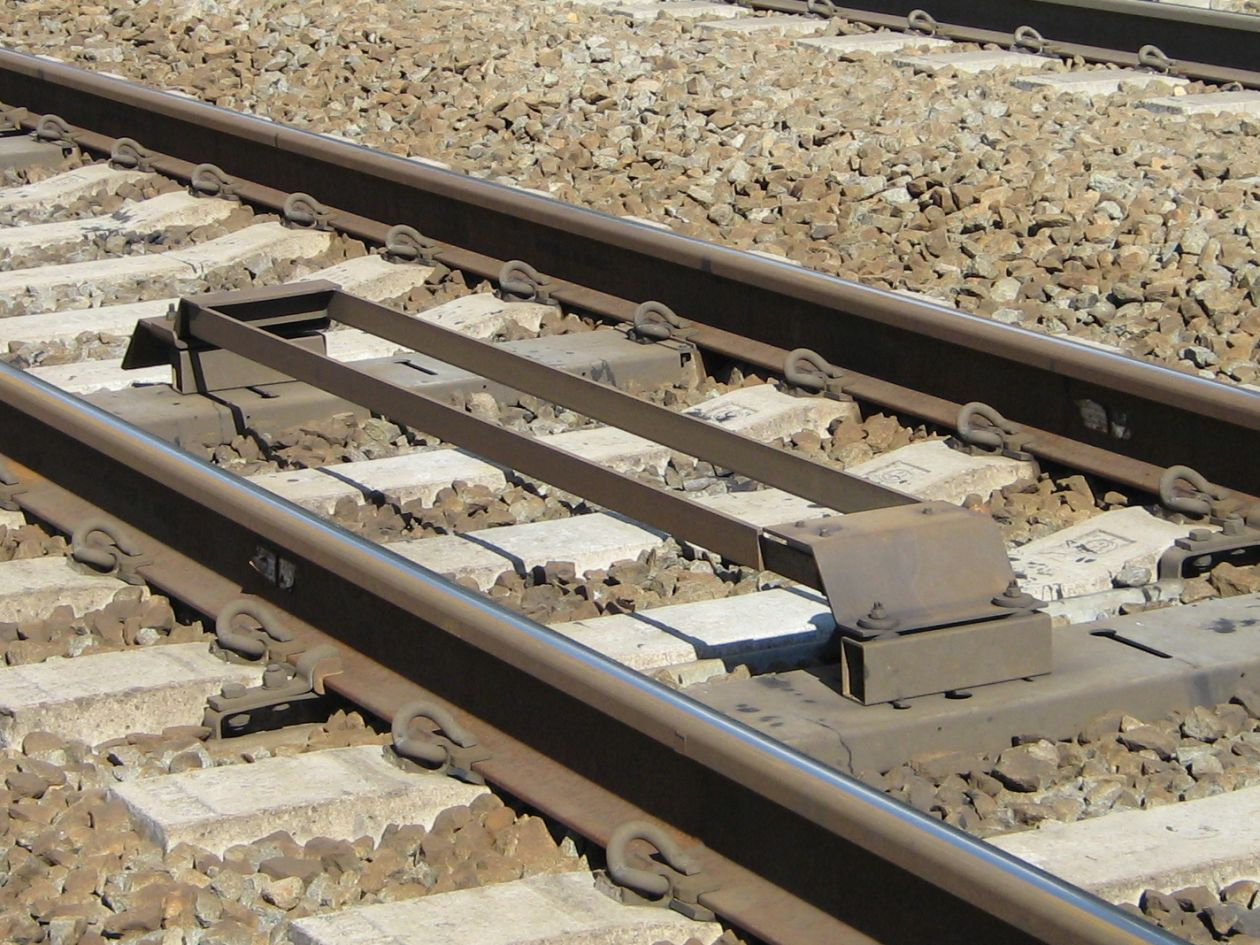
벨기에 2호 고속선에 설치된 TBL2 지상자

벨기에 2호 고속선(뢰벤-앙)에 설치된 차상 신호 장비이다. 3호, 4호 고속선에도 사용할 예정이었으나, ETCS로 바로 넘어갔다. 지상자는 TBL 2/3이 호환되며 차상자는 서로 다르다. TBL1보다 더 긴 지상자를 사용한다.
지상자가 제공하는 정보는 다음과 같다.
- 지상자 정보
- 진행 가능 거리
- 제한 속도
- 차후 제한 속도
- 선로 구배

다음 정보는 별도의 지상자로 전송된다.
- 통신 채널 전환 (자동으로 이루어짐)
- 절연 구간 및 팬토그래프 높이 조정 (기관사가 하지 않는 경우 자동으로 이루어짐)
- TBL 구간 종료 (기관사가 수동으로 종료해야 됨)

제한 속도를 초과한 경우 다음 동작이 이루어진다.
- 5km/h 초과 시: 정지 신호가 점멸하며 경고음이 울린다. 제한 속도+5km/h 아래로 내려갈 때까지 계속된다.
- 10km/h 초과 시: 비상 제동이 체결된다.

## TBL2 차상 표시기
| 표시 | 상황 |
| ---- | --- |
|      | 속도 제한: 최고 속도가 아래쪽에 표시되며, 이 경우는 시속 160km이다. 속도계를 둘러싸는 막대 그래프에는 지금 허용되는 최고 속도가 표시된다. 전체적으로 독일의 LZB 차상표시기와 매우 흡사한 동작, 구조를 가진다. |
|      | 초기 정보: 경보음이 울리며, 다음 신호를 준비하도록 한다. 목표 속도가 아래쪽에 표시되며, 왼쪽에는 목표 거리가 표시된다. 이 경우는 2.7km 진행할 때까지 시속 90km로 감속하라는 뜻이다.                           |
|      | 2차 정보: 경보음은 없으며 감속 신호가 점등된다. 현재 시점에서 허용되는 최고 속도(속도계 주위)가 줄어들기 시작한다. 900m 앞까지 90km/h로 감속해야 한다.                                                        |
|      | 현재 허용된 최고 속도는 시속 112km이며 300m 앞까지 시속 90km로 감속해야 한다. |
|      | 목표 속도가 깜빡이면 더 감속해야 함을 뜻한다. 이 경우 경보음이 울린다. |
|      | 현재 허용된 최고 속도는 시속 90km이다. 목표 속도가 깜빡이면 이 시점에서 허용되는 최고 속도가 더 낮아진다. |
|      | 허용되는 최고 속도가 160km/h로 높아졌다. 이 때에도 경보음이 울린다. |
|      | 초기 정보: 목표 속도는 시속 0km이므로, 정지해야 한다. 왼쪽 막대 그래프만으로 거리를 나타낼 수 없는 경우 숫자가 나타나며, 이 경우 4.9km 남았다.                                                                |
|      | 2차 정보가 나타나며, 감속 신호가 점등된다. 허용되는 최고 속도가 점점 낮아진다. |
|      | 허용되는 최고 속도가 시속 15km 이하이거나, 정지 신호기까지 거리가 200m 이하인 경우 최고 제한 속도는 15km/h로 유지되며, 거리 그래프는 빨간색으로 점등된다. 기관사의 주의를 환기시키는 의미이다.                |
|      | 줄표 9개만 표시된 경우, 저속으로 운행해야 하며 최고 제한 속도는 40km/h이다. |

## 참고
1. ↑  2008년 5월까지 96N 노선에서 궤도 회로를 사용하였다.
2. ↑  96N 노선(브뤼셀-할)에 2008년 5월까지 설치되어 있었으나, TVM430에 사용되는 것과 비슷한 전용 차상 장비를 갖춘 차량이 사용되지 않았다.

## 같이 보기
- TVM430